# Saltos ornamentais no Campeonato Mundial de Esportes Aquáticos de 2017 - Trampolim 3 m sincronizado feminino
A prova de trampolim 3 m sincronizado feminino dos saltos ornamentais no Campeonato Mundial de Esportes Aquáticos de 2017 foi realizada no dia 17 de julho, em Budapeste, Hungria.

## Calendário
| Fase              | Data        | Hora  |
| ----------------- | ----------- | ----- |
| Rodada preliminar | 17 de julho | 10:00 |
| Final             | 17 de julho | 16:00 |

## Medalhistas
| Ouro                             | Prata                                             | Bronze                                       |
| China · Chang Yani · Shi Tingmao | Canadá · Jennifer Abel · Melissa Citrini-Beaulieu | Rússia · Nadezhda Bazhina · Kristina Ilinykh |

## Resultados
Esses foram os resultados da competição.
| Pos.              | Nacionalidade  | Saltadoras                             | Preliminar | Preliminar | Final       | Final       |
| Pos.              | Nacionalidade  | Saltadoras                             | Pontos     | Pos.       | Pontos      | Pos.        |
| ----------------- | -------------- | -------------------------------------- | ---------- | ---------- | ----------- | ----------- |
| Medalha de ouro   | China          | Chang Yani Shi Tingmao                 | 320.40     | 1          | 333.30      | 1           |
| Medalha de prata  | Canadá         | Jennifer Abel Melissa Citrini-Beaulieu | 306.60     | 2          | 323.43      | 2           |
| Medalha de bronze | Rússia         | Nadezhda Bazhina Kristina Ilinykh      | 304.80     | 3          | 312.60      | 3           |
| 4                 | Austrália      | Maddison Keeney Anabelle Smith         | 297.66     | 4          | 301.23      | 4           |
| 5                 | Reino Unido    | Grace Reid Katherine Torrance          | 271.20     | 8          | 294.60      | 5           |
| 6                 | Malásia        | Ng Yan Yee Nur Dhabitah Sabri          | 291.54     | 5          | 288.72      | 6           |
| 7                 | Ucrânia        | Anastasiia Nedobiha Diana Shelestyuk   | 270.57     | 9          | 280.56      | 7           |
| 8                 | Países Baixos  | Inge Jansen Daphne Wils                | 258.30     | 12         | 280.50      | 8           |
| 9                 | Alemanha       | Friederike Freyer Tina Punzel          | 269.10     | 10         | 279.60      | 9           |
| 10                | México         | Arantxa Chávez Melany Hernández        | 274.62     | 7          | 279.27      | 10          |
| 11                | Estados Unidos | Maria Coburn Alison Gibson             | 283.65     | 6          | 252.42      | 11          |
| 12                | Brasil         | Luana Lira Tammy Takagi                | 265.20     | 11         | 247.05      | 12          |
| 13                | Coreia do Sul  | Kim Na-mi Moon Na-yun                  | 251.88     | 13         | Não avançou | Não avançou |
| 14                | África do Sul  | Micaela Bouter Nicole Gillis           | 249.66     | 14         | Não avançou | Não avançou |
| 15                | Suíça          | Vivian Barth Jessica-Floriane Favre    | 243.75     | 15         | Não avançou | Não avançou |
| 16                | Macau          | Choi Sut Kuan Choi Sut Ian             | 241.92     | 16         | Não avançou | Não avançou |
| 17                | Hungria        | Flóra Gondos Villő Kormos              | 237.54     | 17         | Não avançou | Não avançou |
| 18                | Lituânia       | Indre Girdauskaitė Genevieve Green     | 226.53     | 18         | Não avançou | Não avançou |
| 19                | Nova Zelândia  | Shaye Boddington Elizabeth Cui         | 218.10     | 19         | Não avançou | Não avançou |

Legenda
| Recorde mundial       | Recorde mundial (World record)               |                       | Recorde africano                      | Recorde africano (African) |                                           | Q | Classificado por posição (Qualified) |
| Recorde do campeonato | Recorde do campeonato (Championship record)  | Recorde da América    | Recorde da América (Americas)         | q                          | Classificado por melhor tempo (Qualified) |   |                                      |
| Melhor marca do ano   | Melhor marca do ano (World leading)          | Recorde asiático      | Recorde asiático (Asian)              | DNS                        | Não largou (Did not start)                |   |                                      |
| Recorde nacional      | Recorde nacional (National record)           | Recorde europeu       | Recorde europeu (European)            | DNF                        | Não terminou (Did not finish)             |   |                                      |
| Recorde pessoal       | Recorde pessoal do atleta (Personal best)    | Recorde da Oceania    | Recorde da Oceania (Oceania)          | DSQ / DQ                   | Desclassificado (Disqualified)            |   |                                      |
| Recorde da temporada  | Recorde da temporada do atleta (Season best) | Recorde sul-americano | Recorde sul-americano (South America) | NM                         | Sem marca (No mark)                       |   |                                      |